# Phaonia ommatina
Phaonia ommatina är en tvåvingeart som beskrevs av Zinovjev 1981. Phaonia ommatina ingår i släktet Phaonia och familjen husflugor. Inga underarter finns listade i Catalogue of Life.